# Travelcard
Travelcard é um bilhete de viagem intermodal para uso ilimitado no Metrô de Londres, London Overground, TfL Rail, Docklands Light Railway, Tramlink, London Buses e National Rail na área da Grande Londres. Os cartões de viagem podem ser comprados por um período de tempo que varia de um dia a um ano, da Transport for London, National Rail e seus agentes. Dependendo de onde é comprado, um Travelcard é impresso num bilhete de papel com uma tarja magnética ou codificado num cartão Oyster. O custo de um Travelcard é determinado pela área que cobre e, para esse fim, Londres é dividido em zonas tarifárias (1 a 6). Os Travelcards diários e validade em outros modos de transporte foram adicionados desde 1984. A introdução do Travelcard causou um aumento no patrocínio e reduziu o número de bilhetes que precisavam ser comprados pelos passageiros.